# Echo Jazz
Der Echo Jazz, Eigenschreibweise ECHO JAZZ, war ein deutscher Musikpreis für Persönlichkeiten und Produktionen aus dem Bereich der Jazzmusik. Der Echo Jazz war der jüngste von drei Echo-Musikpreisen und wurde von der Deutschen Phono-Akademie von 2010 bis 2018 jährlich vergeben. Neben dem Echo Jazz gab es den Echo Klassik und Echo Pop. Die bisherige Form des Echo Jazz wurde am 25. April 2018 für beendet erklärt, nachdem die Verleihung des Echo Pop 2018 dazu geführt hatte, dass der Echo „als Plattform für Antisemitismus, Frauenverachtung, Homophobie oder Gewaltverharmlosung wahrgenommen“ wurde. Eine für den 31. Mai 2018 geplante öffentliche Verleihung in Hamburg, die Stand Ende April 2018 noch „in kleinerem Kreis ohne TV-Inszenierung“ stattfinden sollte, wurde kurzfristig abgesagt. Als Nachfolger wurde 2021 erstmals ein Deutscher Jazzpreis vergeben, der sich jedoch in vielem vom Echo Jazz unterscheidet.

## Beschreibung
Der Echo Jazz hatte nach Ansicht des Journals Jazz thing schon drei Jahre nach seiner Begründung (2013) eine „Erfolgsgeschichte“, da er „weit über das übliche Jazzpublikum“ hinausstrahle.
Zielsetzung des Echo Jazz war es, nicht nur Weltstars für ihre musikalischen Leistungen auszuzeichnen, sondern auch herausragende junge Talente mit der Auszeichnung zu fördern. Der Echo Jazz wird bis 2018 von einer Jury vergeben, die nach eigenen Angaben ihr Urteil sowohl „nach künstlerischer Qualität als auch nach Publikumserfolg fällt.“ Die Vergabe des Echo Jazz spiegelt, so das Selbstverständnis der Phono-Akademie, „damit nicht nur die Meinung von Kritikern wider, sondern auch die Wertschätzung durch Musikkäufer“. Ausnahmen waren die (mittlerweile nicht mehr vergebenen) Auszeichnungen zum „Jazz-Label des Jahres“ und zum „Live-Act des Jahres“; diese wurden aufgrund von Internet-Befragungen der Leser der Zeitschrift Jazz thing vergeben.

## Einreichungsregularien
Grundlage für die Einreichung sind Tonträgerveröffentlichungen eines Künstlers aus dem Genre Jazz, die zwei herausragende, unabhängige Besprechungen von Musikjournalisten erhalten haben. Ob der Tonträger dem Genre Jazz zuzuordnen ist, entscheidet die Einordnung in der PHONONET-Datenbank. Zur Einreichung berechtigt sind alle Tonträgerhersteller, deren Tonträger ständig im deutschen Markt vertrieben werden und die entsprechenden Vertriebsrechte an den Tonträgeraufnahmen der Künstler besitzen. Für die Preisvergabe sind, unabhängig von ihrer Nationalität, alle Künstler der Jazzmusik qualifiziert, die zum Zeitpunkt der Einreichung im Musikleben und am Tonträgermarkt tätig sind. Der Einreichungszeitraum beträgt etwa drei Wochen; der Einreichungszeitraum für den Echo Jazz 2014 lag beispielsweise vom 12. November bis 3. Dezember 2013. Für das Einreichungsverfahren für den Echo Jazz 2014 waren alle Jazz-Neuveröffentlichungen qualifiziert, die vom 31. Oktober 2012 bis zum 1. November 2013 veröffentlicht wurden. Die Tonträger müssen im Bewertungszeitraum erstmals veröffentlichte Aufnahmen enthalten, deren Anteil an der Gesamtspieldauer der Veröffentlichung mindestens 50 % betragen muss. Im Vorjahr eingereichte Produkte dürfen nicht erneut eingereicht werden. Jede Produktion darf für beliebig viele Kategorien vorgeschlagen werden. Für jedes eingereichte Produkt wird eine einmalige Gebühr in Höhe von 50,00 Euro erhoben. Wird ein Tonträger für mehrere Kategorien eingereicht, entstehen keine zusätzlichen Kosten.

## Jury
Die Echo-Jazz-Preisträger wurden von einer zwölfköpfigen Jury ermittelt, die sich aus verschiedensten Branchenexperten zusammensetzt und mit einfacher Mehrheit entscheidet. Folgende Juroren aus der Wirtschaft und dem Journalismus wählten 2017 – mit Ausnahme des „Jazz-Label des Jahres“ und des „Live-Acts des Jahres“ – die Preisträger aus:
| Jury-Mitglieder 2017: - Christiane Böhnke-Geisse (2014 noch Leiterin des Jazzclub Unterfahrt) - Ralf Dombrowski (unabhängiges Mitglied/Journalist) - Stefan Gerdes (NDR) - Thomas Glagow (C.A.R.E. Music Group) - Bernd Hoffmann (WDR) - Karsten Jahnke (Karsten Jahnke Konzertdirektion) - Astrid Kieselbach (Universal Music) - Siegfried Loch (ACT) - Stefanie Marcus (Traumton Records & Jazz- & World Partners) - Kai-Uwe Diaz Philipp (Sony Music) - Miho Nishimoto (Warner Music) - Matthias Winckelmann (enja) (Stand 2017) | Ehemalige Jury-Mitglieder: - Alexander Boesch (Sony Music) - Michael Brettschneider (EMI Music) - Christian Kellersmann (Universal Music) - Volker Dueck (Sunny Moon / Jazz- und Worldpartners) - Fabian Kerner (Warner Music) - Wilma Rehberg (Sony Music) (Stand 2017) |

## Staatliche Förderung
Der Echo Jazz erhielt 2010 aus den Mitteln der Bundesrepublik Deutschland 75.000 Euro als „einmalige Anschubfinanzierung“. Nach Ansicht der Welt ist es „zumindest fragwürdig“, dass so die Bundesregierung „der obersten Musiklobby-Organisation des Landes bei der Finanzierung einer Promo-Veranstaltung geholfen“ hat.

## Fernsehübertragung
Die Preisverleihung wurde bis 2017 vom öffentlich-rechtlichen Fernsehen übertragen. Die Verantwortung für die Dramaturgie der Veranstaltung (und damit auch die Auswahl der konzertant auftretenden Künstler und der gespielten Titel) teilen sich die zuständige Sendeanstalt mit der Produktionsfirma und dem Bundesverband Musikindustrie, der die Eintrittskarten vergibt.
| Veranstaltung | Ort                          | Moderatoren                      | Fernsehübertragung |
| ------------- | ---------------------------- | -------------------------------- | ------------------ |
| 5. Mai 2010   | Bochum, Jahrhunderthalle     | Till Brönner                     | WDR                |
| 17. Juni 2011 | Dresden, Gläserne Manufaktur | Dieter Moor                      | MDR                |
| 3. Juni 2012  | Dresden, Gläserne Manufaktur | Dieter Moor                      | MDR                |
| 23. Mai 2013  | Hamburg, Fischauktionshalle  | Till Brönner und Janin Reinhardt | NDR                |
| 22. Mai 2014  | Hamburg, Kampnagel           | Hubertus Meyer-Burckhardt        | NDR                |
| 28. Mai 2015  | Hamburg, Blohm + Voss        | Roger Cicero und Gregory Porter  | NDR                |
| 26. Mai 2016  | Hamburg, Kampnagel           | Götz Alsmann und Gregory Porter  | NDR                |
| 1. Juni 2017  | Hamburg, Blohm + Voss        | Götz Alsmann und Nils Landgren   | NDR                |

## Preisträger
Bevor 2010 der Echo Jazz als eigene Preisverleihung etabliert wurde, wurden bereits von 1994 bis 2009 bei der Echo-Pop-Verleihung nationale und ab 2001 auch internationale Künstler im Bereich der Jazz-Musik ausgezeichnet.

### Mehrfachgewinner
| 8 Echos - Michael Wollny 5 Echos - Vincent Peirani 4 Echos - ACT - Joachim Kühn 3 Echos - Lars Danielsson - Renaud Garcia-Fons - Dieter Ilg - Diana Krall - Branford Marsalis - Brad Mehldau Trio - Pat Metheny - NDR Bigband - Gregory Porter - Antonio Sánchez - Andreas Schaerer - Sebastian Sternal - Tingvall Trio | 2 Echos - Ambrose Akinmusire - Till Brönner - Klaus Doldinger - em - Melody Gardot - Sebastian Gramss - Wolfgang Haffner - hr-Bigband - Arne Jansen - Norah Jones - Frederik Köster - Eva Kruse - Rolf Kühn - Émile Parisien - Quadro Nuevo - Céline Rudolph - Heinz Sauer - Eric Schaefer - Curtis Stigers - Giovanni Weiss - Nils Wogram | \| Platz \| Nation \| Echos \| \| ----- \| ---------------------- \| ----- \| \| 1 \| Deutschland \| 121 \| \| 2 \| Vereinigte Staaten \| 61 \| \| 3 \| Frankreich \| 16 \| \| 4 \| Schweiz \| 7 \| \| 5 \| Schweden \| 5 \| \| 6 \| Kanada \| 4 \| \| 7 \| Israel \| 3 \| \| 7 \| Mexiko \| 3 \| \| 7 \| Polen \| 3 \| \| 7 \| Vereinigtes Königreich \| 3 \| |
| Platz | Nation | Echos |
| 1 | Deutschland | 121 |
| 2 | Vereinigte Staaten | 61 |
| 3 | Frankreich | 16 |
| 4 | Schweiz | 7 |
| 5 | Schweden | 5 |
| 6 | Kanada | 4 |
| 7 | Israel | 3 |
| 7 | Mexiko | 3 |
| 7 | Polen | 3 |
| 7 | Vereinigtes Königreich | 3 |

(Stand 2018)

### Weitere Rekorde
- Die meisten Preisträger in einer Kategorie:

ACT (4); das Plattenlabel ACT konnte zwischen 2010 und 2013 vier Mal in Folge den Echo Jazz in der Kategorie „Jazz-Label des Jahres“ gewinnen. Seit 2014 wurde in dieser Kategorie kein Preis mehr vergeben.
- Künstler mit den meisten Preisen an einem Abend:

Diana Krall, Vincent Peirani, Andreas Schaerer, das Tingvall Trio und Michael Wollny (2)
Die Sängerin Diana Krall wurde als erste Künstlerin 2010 mit mehr als einem Echo Jazz bei einer Verleihungsfeier ausgezeichnet, das zweite Mal gelang dies dem Tingvall Trio 2012, das dritte Mal gelang dies Michael Wollny 2014. 2015 konnten sowohl Michael Wollny, als auch Vincent Peirani zwei Preise gewinnen.

### Besonderheiten
- 2011 beklagte sich der deutsche Musikproduzent Manfred Eicher darüber, „welch wunderliche Preise Sie in Ihren Echo-Jurysitzungen hin und wieder hervorbringen und dann auch verleihen möchten“, und lehnte einen Echo, den er als „Förderer des Jazz“ erhalten sollte, ab, weil dieser Preis seine Tätigkeit als Produzent konterkariere.[12][13]
- 2018 kritisierten acht der mit dem Echo ausgezeichneten Preisträger (auch angesichts des undotierten Preises) die späte Absage der Preisverleihungsgala durch den Bundesverband Musikindustrie als schädlich für die Öffentlichkeitswirkung, zumal, so Sebastian Sternal, der Echo Jazz anders als der Pop-Preis immer schon „ein reiner Jurypreis war, der sich auf die künstlerische Qualität bezieht und nicht auf Verkaufszahlen.“.[14]